# Лутковский, Феопемпт Степанович
Феопе́мпт Степа́нович Лутко́вский (29 декабря 1803 (10 января 1804) года, село Микулино, Ржевский уезд, Тверская губерния — 20 апреля (2 мая) 1852 года, Санкт-Петербург) — морской офицер, участник кругосветных плаваний на кораблях Российского флота — «Камчатка» (1817—1819) и «Аполлон» (1821—1824). Из-за тесных связей с членами тайных обществ в 1826 году был под подозрением и допрашивался следственным комитетом по делу декабристов. Несмотря на то, что его участие в заговоре осталось недоказанным, был переведён из Петербурга «под особенный надзор» в Черноморский флот. Участвовал в морских сражениях русско-турецкой войны 1828—1829 годов. Командовал военными кораблями на Чёрном и Балтийском морях. Был наставником великого князя Константина Николаевича. Контр-адмирал Свиты.

## Биография

### Происхождение и образование
Отец — отставной поручик лейб-гвардии Преображенского полка, потомственный дворянин, помещик, владелец родового имения Микулино в Тверской губернии Степан Васильевич Лутковский (1752—1840). Мать — Пелагея Михайловна (Кожина).
В семье родились 13 детей. Из семи сыновей трое умерли в младенчестве. По семейной традиции все сыновья — Нил (1790—1837), Ардалион (около 1797—1821), Пётр (1800—1882), заканчивали Морской кадетский корпус и поступали на службу в российский флот.
Феопемпт Лутковский сначала воспитывался в английском пансионе в Петербурге, а в августе 1816 года поступил в Морской кадетский корпус.
Гардемарином участвовал в кругосветном плавании на шлюпе «Камчатка» под командованием В. М. Головнина (1817—1819). Владевший английским языком Лутковский в иностранных портах выполнял и обязанности переводчика при деловых переговорах командира, который отметил в своём описании путешествия: «Феопемпт Лутковский, был во всё время нашего путешествия всегдашним моим спутником в таких поездках; он один знал довольно хорошо английский язык, известный во всех приморских местах, европейцами населённых, и приносил мне большую пользу и помощь… Если бы кадеты морского корпуса понимали, как стыдно и больно офицеру, находящемуся в чужих краях, не знать никакого иностранного языка, то употребляли бы всевозможное старание на изучение оных».
22 сентября 1819 года был выпущен из корпуса и произведён из унтер-офицеров в звание мичмана.

### Начало службы
С 28 сентября 1821 г. мичман Ф. С. Лутковский участвовал в трёхлетнем кругосветном плавании шлюпа «Аполлон», который в сопровождении брига «Аякс» был направлен с грузами на Камчатку и в Ново-Архангельск для последующего патрулирования побережья Русской Америки с целью защиты поселений и промыслов Российско-американской компании. В Ново-Архангельск «Аполлон» прибыл 10 октября 1822 года.
В Русской Америке Лутковский встретился и сблизился со своим однокашником мичманом Д. И. Завалишиным, служившим на фрегате «Крейсер», который 3 сентября 1823 года пришёл в Ново-Архангельск, чтобы сменить «Аполлон» в патрулировании района северо-западного побережья Северной Америки.
Лутковский на «Аполлоне» вернулся в Кронштадт 15 октября 1824 года. Этой же осенью по суше через Сибирь приехал в Петербург Д. И. Завалишин, отозванный с «Крейсера» весной 1824 года. 7 ноября 1824 года, в день самого катастрофического петербургского наводнения, они вместе готовили документы для начальника морского штаба А. В. Моллера.
По возвращении из плавания Ф. С. Лутковский был награждён орденом Св. Анны 3-й степени. Назначен для особых поручений к генерал-интенданту флота В. М. Головнину и жил в его доме на Галерной улице.
13 января 1826 года был произведён в лейтенанты.

### Под следствием по делу декабристов
В круг тесного общения Ф. С. Лутковского в Петербурге кроме мореплавателей В. М. Головнина, Ф. П. Литке, Ф. Ф. Матюшкина входили участники тайного общества декабристов и разделявшие их взгляды его коллеги — морские офицеры.
Позже Ф. П. Литке в разговоре с Николаем I о Ф. С. Лутковском сказал, «что в то время все молодые люди занимались политикой».
Историк П. В. Ильин причислил политических единомышленников Ф. С. Лутковского и его товарища по плаванию на шлюпе «Камчатка» Ф. Ф. Матюшкина к ближайшему окружению декабристов. Даже после окончания следствия по делу о декабрьском восстании — в 1830-х годах — Ф. Ф. Матюшкин в письме к Ф. С. Лутковскому счёл необходимым посоветовать сжечь его письма.
Арестованный 15 декабря 1825 года мичман В. А. Дивов, признавшийся в подготовке восстания, 23 февраля 1826 года назвал среди соучастников «одного с ними образа мыслей» мичмана Лутковского, который в марте 1825 года познакомил его и других офицеров Гвардейского экипажа с лейтенантом Д. И. Завалишиным, человеком «с большим умом и благородного образа мыслей».
На тесные отношения Ф. С. Лутковского с Д. И. Завалишиным, В. К. Кюхельбекером и К. Ф. Рылеевым указал в июне 1826 года И. И. Завалишин, в своём доносе Николаю I о государственной измене брата и якобы имевшем место его сотрудничестве с иностранцами.
Лутковский с его «свободным образом мыслей» был своим среди молодых офицеров, которые «желали, чтобы сделалась Революция и чтобы правление было Республиканское федеративное» и обсуждавших высказанное Д. И. Завалишиным мнение, «что если начинать Революцию, то с императорской фамилии для верного успеха».

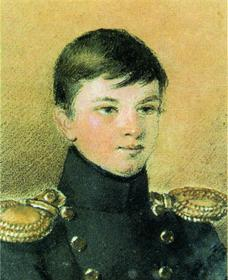
Портрет Д. И. Завалишина — друга Ф. С. Лутковского. Работа М. И. Теребенёва (до 1825 года)

Свидетельством против заподозренного в причастности к «злоумышленному обществу» Ф. С. Лутковского стал портрет Д. И. Завалишина работы М. И. Теребенёва, висевший на стене его комнаты в доме В. М. Головнина. На вопросы следователей Лутковский отвечал, что его связывают с Завалишиным только приятельские отношения, отказывался подтвердить данные против него показания арестованных, требовал очной ставки и, как писал Д. И. Завалишин, «обо всём этом он уведомил меня в крепость. Поэтому, не имея возможности доказать участие его в тайном обществе, его сослали однако в Чёрное море, бывшее тогда морскою Сибирью. Ему объявили, что это для того, „чтобы он научился вперёд лучше выбирать друзей“». Дело Ф. С. Лутковского в рамках следствия о событиях 14 декабря 1825 года оказалось в числе 127 дел, открытых на подозреваемых лиц, участие которых в деятельности тайных обществ не было доказано или было незначительным, и большая часть которых не была передана в суд.
В «Алфавите Боровкова» отмечено, что Ф. С. Лутковского «по докладу Комиссии 13-го июля высочайше повелено перевесть в Черноморский флот, препоруча особенному надзору адмирала Грейга».

### Служба под надзором
Командовал в 1828—1829 годах шхуной Гонец.
Назначенный вице-адмиралом А. С. Грейгом флаг-офицером Ф. С. Лутковский принимал участие в морских сражениях русско-турецкой войны 1828—1829 годов — при Суджук-кале, Анапе, в блокаде Варны. Был награждён орденом Св. Владимира 4-й степени и получил разрешение на временные поездки в Петербург.
В 1831 году 12-ти пушечный катер «Соловей», которым командовал Ф. С. Лутковский, был направлен сначала в распоряжение русского посланника в Турции, а затем был переведён в подчинение вице-адмиралу П. И. Рикорду, средиземноморской эскадре которого было предписано способствовать восстановлению независимости Греции. По возвращении в конце 1832 года в Севастополь Ф. С. Лутковский был назначен на фрегат «Штандарт». Исполнял обязанности старшего адъютанта и дежурного штаб-офицера при генерал-лейтенанте Н. Н. Муравьёве, который ходил на «Штандарте» в Александрию для переговоров с пашой Мухаммедом Али, восставшим против турецкого владычества, а после командовал русским «высадным отрядом» на Босфоре.

### Возвращение на Балтийский флот
1 октября 1833 года был произведён в капитан-лейтенанты. Переведён на Балтийский флот, где в 1833—1837 годах командовал различными кораблями.
В 1838—1839 годах исполнял обязанности офицера для особых поручений при вице-адмирале М. Н. Васильеве, который после смерти В. М. Головнина в 1831 году был назначен генерал-интендантом флота. В связи с введением в состав российского флота военных пароходов и необходимости обеспечения их боеготовности написал руководство «Примерное положение о снабжении пароходов материалами и вещами для действия машин».

### Наставник великого князя
В 1839 году Ф. П. Литке — воспитатель сына Николая I великого князя Константина ходатайствовал перед императором о назначении капитан-лейтенанта Лутковского на должность своего помощника. При знакомстве с бывшим подследственным по делу декабристов Николай I сказал: «Вы знаете, что на Вас было подозрение, Вы службою своею его изгладили, теперь оно должно быть совершенно забыто, и я уверен, что Вы постараетесь оправдать доверенность, которую я Вам делаю». Ф. П. Литке с удовлетворением отмечал, что его помощник «умён, манер мягких, много видел и говорит хорошо… его ум, характер, добрая воля совершенно таковы, каких надо желать в его должности».
С апреля 1839 года по май 1844 года Ф. С. Лутковский вёл служебные дневники, представлявшие Ф. П. Литке материал для наблюдения за «признаками развития умственного и нравственного» его воспитанника. Записи, подаренные Лутковским в 1851 году самому Константину Николаевичу, были приведены в порядок секретарём великого князя А. В. Головниным и составили пятитомные «Записки Феопемпта Степоновича Лутковского о воспитании великого князя Константина Николаевича». По мнению исследователей записи Лутковского показывают автора, «как человека доброго ответственного, очень привязанного к своему воспитаннику и обладающего прекрасным чувством юмора».
Ежегодно в 1839—1844 годах был при великом князе в его плаваниях по Балтийскому морю, исполняя обязанности начальника штаба отряда кораблей. С 11 апреля 1841 года — капитан 2 ранга. С 6 декабря 1843 года — капитан 1 ранга. В 1844 г. на построенном на Соломбальской верфи линкоре «Ингерманланд» он вместе с Константином Николаевичем совершил переход из Архангельска в Кронштадт. В 1845—1846 годах участвовал в плаваниях великого князя по Чёрному и Средиземному морям. В 1847 году ходатайствовал перед Константином Николаевичем о назначении Г. И. Невельского, который вместе с Лутковским участвовал в 1844—1846 в морских походах «Ингерманланда», командиром строящегося для доставки на Камчатку грузов Российско-Американской компании военного транспорта «Байкал».
С момента образования в 1845 году императорского Русского Географического Общества был его членом.
В 1848 году назначен вице-директором Инспекторского департамента Морского министерства.
В 1848 году назначен флигель-адъютантом, а 6 декабря 1849 года — контр-адмиралом Свиты.
Умер от паралича в лёгких 20 апреля 1852 года в Петербурге. Похоронен в Сергиевой пустыни под Петербургом.

## Вклад в историю флота
Известен как составитель описаний портов и флотов. По впечатлениям плаваний по Чёрному морю в 1827 году составил описание портов побережья Кавказа.
Личные наблюдения во время плаваний в 1831—1833 годах по Средиземному морю были использованы им в описаниях турецкого и египетского флотов того времени, рейдов и гаваней александрийского порта.
Сохранившиеся в Государственном архиве РФ (фонд 722) записи Ф. С. Лутковского о воспитании будущего адмирала и управляющего флотом и морским министерством великого князя Константина Николаевича в период с апреля 1839 года по май 1844 года «позволяют проследить становление характера, предпочтений, развитие способностей великого князя и его интереса к морской службе».

## Командование кораблями
Черноморский флот:
- с июня 1828 по 1829 — 12-пушечная шхуна «Гонец»
- 1830—1831 — 12-пушечный парусный катер «Соловей»

Балтийский флот:
- 1834 — 12-пушечный тендер «Лебедь»
- 1836 — 20-пушечный корвет «Наварин»
- 1837 — 54-пушечный фрегат «Принц Оранский»

## Награды
Российские:
- Орден Святой Анны 3-й степени (1824)
- Орден Святого Владимира 4-й степени с бантом (1828)
- Орден Святого Георгия| 4-й степени (1833)
- Орден Святого Станислава 3-й степени (1837)
- Орден Святой Анны 2-й степени (1841)
- Орден Святого Владимира 3-й степени (1846)
- Орден Святого Станислава 1-й степени (1851)

Кроме того, имел зарубежные награды — Орден Нидерландского льва (1841), неаполитанский Орден Франциска I (1846), шведский Орден Меча (1848) и датский Орден Данеброг (1848).

## Память
Именем Ф. С. Лутковского назван северный входной мыс залива Шамардина на восточном берегу северного острова Новой Земли в Карском море 74°12′56″ с. ш. 58°43′21″ в. д..
Обстоятельствам жизни и деятельности Ф. С. Лутковского посвящены страницы историко-художественных произведений писателей — Вейхмана В. В. «Литке. Портрет в интерьере эпохи», Давыдова Ю. В. «Вечера в Колмове. Из записок Усольцева. И перед взором твоим…», Зонина А. И. «Жизнь адмирала Нахимова», Кердана А. Б. «Камень духов», Марков С. Н. «Вечные следы. Книга о землепроходцах и мореходах», Муратова М. В. «Капитан Головнин», Пасецкий В. М. «В погоне за тайной века», Пономарёва С. А. «Книга об адмирале Невельском», Фирсова И. И. «Головнин: Дважды пленённый»,Фраермана Р. И., Зайкина П. Д. «Жизнь и необыкновенные приключения капитан-лейтенанта Головнина, путешественника и мореходца».
Шигин В.В. Господа офицеры и братцы матросы (служба и быт моряков русского парусного флота) – М.: Горизонт, 2015, 410 с.

…в революционное движение была вовлечена значительная часть флотского офицерства. В пользу такого мнения можно привести заявление Завалишина, что «за исключением действующих на площади и взятых с оружием в руках, никто из других членов общества, которые имели непосредственные сношения только со мною, не были арестованы и только Феопемпт Лутковский был сослан на Черное море».